# Diadelioides glabricollis
Diadelioides glabricollis är en skalbaggsart som beskrevs av Stefan von Breuning 1947. Diadelioides glabricollis ingår i släktet Diadelioides och familjen långhorningar.
Artens utbredningsområde är Gabon. Inga underarter finns listade i Catalogue of Life.